# Ильин, Евгений Кузьмич
Евгений Кузьмич Ильин (1916—1986) — майор Советской Армии, участник Великой Отечественной войны, Герой Советского Союза (1945).

## Биография
Евгений Ильин родился 26 октября 1916 года в городе Орехово-Зуево (ныне — Московская область). После окончания семи классов школы работал токарем на заводе имени Барышникова. В ноябре 1935 года Ильин был призван на службу в Рабоче-крестьянскую Красную Армию. В 1938 году он окончил Горьковское танковое училище, после чего служил на Дальнем Востоке. Участвовал в боях на озере Хасан. С октября 1941 года — на фронтах Великой Отечественной войны. Принимал участие в боях на Волховском, Юго-Западном, Юго-Восточном, Сталинградском, Степном, 2-м Украинском, Ленинградском и 1-м Белорусском фронтах, шесть раз был ранен и контужен. Участвовал в боях под Ленинградом, под Харьковом в 1942 году, Сталинградской битве, освобождении Украинской ССР, битве за Днепр, освобождении Белорусской ССР и Польши, боях в Германии. К январю 1945 года майор Евгений Ильин командовал танковым батальоном 219-й танковой бригады 1-го механизированного корпуса 2-й гвардейской танковой армии 1-го Белорусского фронта. Отличился во время Висло-Одерской операции.
В период с 26 января по 16 февраля 1945 года Ильин принимал участие в прорыве немецкой обороны в районе Чарнкува, форсировании Нотеца и Одера, штурме Кюстрина, Кёнигсберга (ныне — Хойна) и Бана (ныне — Бане).
Указом Президиума Верховного Совета СССР от 31 мая 1945 года за «образцовое выполнение боевых заданий командования на фронте борьбы с немецкими захватчиками и проявленные при этом мужество и героизм» майор Евгений Ильин был удостоен высокого звания Героя Советского Союза с вручением ордена Ленина за номером 54340 и медали «Золотая Звезда» за номером 8595.
Во время штурма Берлина именно с танка Ильина известный кинорежиссёр-документалист Роман Кармен вёл съёмки.
В 1946 году Ильин был уволен в запас. Вернулся в Орехово-Зуеве, работал сначала директором Орехово-Зуевского ремесленного училища, затем поехал в Казахскую ССР на целину, был бригадиром трактористов. Позднее вернулся в Орехово-Зуеве. Скончался 8 декабря 1986 года, похоронен на Малодубенском кладбище Орехово-Зуево.
Почётный гражданин Клецка Минской области. Был также награждён двумя орденами Красного Знамени, орденами Отечественной войны 1-й степени и «Знак Почёта», рядом медалей.